# Parafia Bożego Macierzyństwa Najświętszej Maryi Panny w Radomiu
Parafia Bożego Macierzyństwa Najświętszej Maryi Panny w Radomiu – parafia rzymskokatolicka w dekanacie Radom-Zachód diecezji diecezji radomskiej.

## Historia
Parafia została erygowana 1 grudnia 1996 przez biskupa Edwarda Materskiego. W dniu 9 maja 1998 biskup Materski, święcąc plac pod budowę, rozpoczął symbolicznie wznoszenie nowego kościoła powstającego według projektu architekta Henryka Włodarczyka i konstruktora Józefa Stępnia z Radomia. Kamień węgielny został wmurowany 19 października 2003 przez bp. Zygmunta Zimowskiego, a 12 października 2006 tenże biskup poświęcił kościół wzniesiony w surowym stanie. 1 stycznia 2011 miała miejsce intronizacja figury Świętej Bożej Rodzicielki, którą w 1999 poświęcił Jan Paweł II. Uroczystościom przewodniczył bp Edward Materski. Figura ta peregrynowała do wszystkich kościołów diecezji radomskiej z racji Wielkiego Jubileuszu Roku 2000. Świątynia na radomskiej Koziej Górze jest zbudowana na planie krzyża, jest trzynawowa.

## Proboszczowie
- od 1996 – ks. Zbigniew Sieroń

## Zasięg parafii
- Do parafii należą wierni z Radomia (ulice: Gielniowska, Goszczewicka, Klwowska, Gen. Kleeberga, Kocka, Konecka, Kozia, Koziegórska, Lipowa, Milejowicka, Miodowa, Mylna, Olszynowa, Opoczyńska (część), Potworowska, Przytycka, Przysuska, Siewna, Stroma, Rzędowa, Taczowska, Topiel, Wolanowska (część), Wirowa i Zakrzewska)[1].